# Allopsalliota
Allopsallióta (рус. Аллопсаллиота) — род грибов, входящий в семейство Шампиньоновые (Agaricaceae). Единственный вид рода — Allopsalliota geesterani.

## Описание
Плодовые тела шляпконожечные, мясистые, тяжёлые (до 1 кг), образуют «ведьмины кольца».
Шляпка 9—20 см в диаметре, сначала полушаровидной или выпуклой, затем уплощённой и слабо вдавленной формы, в молодом возрасте с подвёрнутым краем, со светло-розовыми или светло-коричневыми, в центре фиолетово-коричневыми, хлопьевидными остатками общего покрывала.
Пластинки частые или очень частые, свободные от ножки, у молодых грибов кремового цвета, затем темнеют до светло-розовых и розово-коричневых, при созревании спор тёмно-коричневые, иногда с серо-синим оттенком.
Ножка 5—25 см длиной и 2—6 см толщиной, сначала булавовидной, затем почти цилиндрической формы, плотная, беловатая, затем с розоватым оттенком различной интенсивности, в верхней части с мелкими хлопьями, без кольца, с толстой розоватой или красноватой вольвой в основании.
Мякоть беловатая, на воздухе быстро становится ярко-жёлтой, затем розоватой, со слабым приятным ореховым или анисовым запахом.
Споровый порошок коричневого цвета. Споры яйцевидной или эллиптической формы, без поры прорастания, декстриноидные, 6,7—8,9×4,8—5,6 мкм. Базидии 25—48×8—11 мкм, четырёхспоровые, булавовидной формы, без пряжек. Хейлоцистиды многочисленные, 42—95×3—12 мкм. Плевроцистиды отсутствуют.

## Экология и ареал
Allopsalliota geesterani известен из трёх мест на территории Нидерландов. Произрастает в сравнительно молодых широколиственных лесах.

## Таксономия
Единственный вид рода:
Allopsalliota geesterani (Bas & Heinem.) Nauta & Bas, 1998
Синонимы:
- Agaricus geesterani Bas & Heinem., 1986